# Floccularia
Floccularia là một chi nấm trong họ Agaricaceae. Chi này có 6 loài, phân bố rộng rãi, đặc biệt là ở các vùng khí hậu nóng ở bắc bán cầu.